# The Faint
The Faint je američki novotalasni, indi rok i dens pank sastav formiran 1995. u gradu Omaha, državi Nebraska. Sastav je najpre bio poznat kao Norman Bailer, ali naziv je promenjen nakon što je Konor Oberst (iz sastava Bright Eyes) napustio bend.

## Članovi
- Tod Fink, glavni vokal, klavijature
- Džejkob Fil, klavijature, vokal
- Majkl Dapen, gitara
- Džoel Pitersen, bas
- Klark Bejkl, bubnjevi, klavijature

### Bivši članovi
- Konor Oberst, gitara (1995)
- Met Boven, klavijature (1995-1998)

## Diskografija

### Albumi
- -{Sine Sierra (kao Norman Bailer) (1995)
- Media (1998)
- Blank-Wave Arcade (1999)
- Blank-Wave Arcade Remixes (2000)
- Danse Macabre (2001)
- Danse Macabre Remixes (2003)
- Wet from Birth (2004)
- Fasciinatiion (2008)

}-

### Singlovi i EP-izdanja
- -{Mote EP (2001)
- Agenda Suicide (2002)
- I Disappear (2004)
- Desperate Guys (2004)
- The Geeks Were Right (2008)}-

## Spoljašnje veze
- Zvanična prezentacija
- na sajtu